# 1998年瑞里地震
1998年瑞里地震（717地震），是一起發生於1998年7月17日台灣時間12時51分，震央位於阿里山西方14.2公里處，即嘉義縣梅山鄉瑞里村，深度3公里，芮氏規模6.2之地震。最大震度為嘉義市、雲林縣古坑鄉5級，為嘉南地區繼1964年1月18日台南白河地震以來，再度發生規模大於 6 的地震。
本地震總計造成5人死亡、27人受傷、房屋全倒者計有6戶、半倒者有45戶，絕大部分的災情發生在嘉義縣及嘉義市地區，附近山區並發生山崩、落石等現象。

## 發生原因
中央氣象局分析後認為，嘉義瑞里地震起因是梅山斷層。

## 震度
此地震之震源深度相當淺，屬於典型的臺灣西部地震特性。即時震度顯示系統在三分鐘之內所顯示的各地初步震度資料為：嘉義市、雲林縣古坑、草嶺及四湖地區之震度為五級；嘉義縣的阿里山和大埔、南投縣的日月潭和名間、台南縣的佳里、永康及新化等地區之震度為四級；台中、屏東、花蓮等地為三級；苗栗以北以及台東、澎湖等縣市之震度為二級或一級。
| 最大震度 | 縣市地區                                                                       |
| -------- | ------------------------------------------------------------------------------ |
| 5級      | 雲林草嶺，嘉義草山，嘉義市                                                     |
| 4級      | 台南東山，高雄桃源，南投名間                                                   |
| 3級      | 花蓮紅葉，台中市，屏東九如，花蓮市，高雄市                                     |
| 2級      | 台東成功，苗栗鯉魚潭，台中德基，澎湖馬公，宜蘭南山，宜蘭市，台東市，台北五分山 |
| 1級      | 桃園三光，台北市，金門                                                         |

## 災情
嘉義瑞里地震主要災情為位於嘉義縣梅山鄉的瑞里大飯店嚴重受損，以及阿里山區多處公路坍方落石而中斷，阿里山森林鐵路嚴重受損，停駛了五個月，另外嘉南地區亦有多處房屋毀損。另外，南投縣鹿谷鄉杉林溪延溪公路留籠頭約一公里處土石滑落約十公尺，導致道路中斷；嘉義縣梅山鄉與竹崎鄉以及雲林縣草嶺地區均傳道路、橋樑或隧道坍方。在維生管線方面，嘉義縣梅山鄉瑞里村約五百戶電力中斷，嘉義縣竹崎鄉仁壽村全村約五十戶電信全部中斷。瑞里村的最大旅館瑞里大飯店也毀損，從此停業荒廢，後因官司纏訟多年直到2010年才拆除。